# Hugo Heinemann (Ingenieur)
Hugo Heinemann (* 15. März 1827 in Grünhagen, Ostpreußen; † 3. Juli 1873 in Hagen, Westfalen) war ein deutscher Ingenieur und Erfinder.

## Leben
Im Alter von 20 Jahren hatte sich Hugo Heinemann zum Feldmesser qualifiziert. Von 1849 bis 1851 besuchte er die Königliche Bauakademie, die er als Bauführer abschloss. Danach war Heinemann in Braunsberg bei der Preußischen Ostbahn beschäftigt. Mit seinem Aufstieg zum Baumeister für Wasser-, Wege- und Eisenbahnbau wurde er 1854 nach Soest versetzt. 1857 wechselte er nach Altena, um eine Stellung als Kreisbaumeister anzutreten. In dieser Position erreichte er durch bauliche Maßnahmen an der Lenne, dass die Hochwassergefahr für Werdohl reduziert werden konnte. Neben seiner amtlichen Stellung beschäftigte sich Heinemann mit der Theorie der Dampfbildung, Explosionsursachen von Kesseln und Hydrodynamik. Die Ergebnisse seiner langjährigen Untersuchungen veröffentlichte er 1872 in dem Buch Die Rational-Theorie der Bewegung des Wassers als Lehrbuch der Hydrodynamik und für den praktischen Gebrauch des Hydrotekten. Er erfand eine Dampfturbine, für die er in Deutschland und im Ausland Patente beantragte und erhielt. Heinemann starb 1873 an den Folgen einer Lungenentzündung.
Heinemann war seit  1865 Mitglied im Verein Deutscher Ingenieure (VDI). Er gehörte zu den Gründungsmitgliedern des VDI-Bezirksvereins an der Lenne und wurde zusammen mit zwei weiteren Männern mit der Erstellung von dessen Statuten betraut.